# Persoonia leucopogon
Persoonia leucopogon (лат.) — кустарник, вид рода Персоония (Persoonia) семейства Протейные (Proteaceae), эндемик Западной Австралии. Прямостоячий или низкорослый куст с густо опушёнными молодыми ветвями, узкопродолговатыми или узкоэллиптическими листьями и жёлтыми или зеленовато-жёлтыми цветками.

## Ботаническое описание
Persoonia longifolia — прямостоячий или низкоослый кустарник высотой 30–60 см. Молодые ветви густо покрыты сероватыми или ржавыми волосками. Листья расположены попеременно, от узких продолговатых до узких эллиптических, 7-15 мм в длину и 1,3-2,2 мм в ширину и закручены на 360 °. Цветки расположены поодиночке или группами до четырех вдоль цветоноса длиной до 2 мм, который после цветения перерастает в листовой побег, каждый цветок на цветоножке длиной 2,5–4 мм. Листочки околоцветника от жёлтого до зеленовато-жёлтого цвета, снаружи густо опушены, длиной 8,5–10,5 мм с жёлтыми пыльниками. Цветение происходит с ноября по март, плод представляет собой гладкую, более или менее сферическую костянку.

## Таксономия
Впервые вид был официально описан в 1899 году Спенсером Ле Марчантом Муром в журнале Journal of the Linnean Society, Botany.

## Распространение и местообитание
Persoonia longifolia — эндемик Австралии. Растёт на пустоши, но был собран только в Бунгалбине и в типовой местности между Кулгарди и Левертоном в биогеографических регионах Эйвон-Уитбелт и Мёрчисон.

## Охранный статус
Вид классифицируется как «приоритет 1» Департаментом парков и дикой природы правительства Западной Австралии, что означает, что он известен только из одного или нескольких мест, потенциально подверженных риску.